# Neutrik

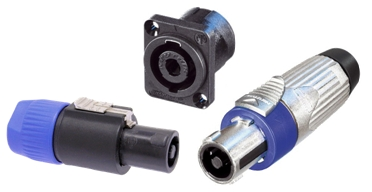
Złącza produkcji Neutrik

Neutrik AG – producent złącz do profesjonalnych systemów: audio, video i światłowodowych, założony w 1975 roku przez Bernharda Weingartnera w Liechtensteinie.
Asortyment przedsiębiorstwa obejmuje między innymi złącza stosowane w systemach nagłośnieniowych i w technice scenicznej typu XLR, RCA, BNC, PowerCON, SpeakON, EtherCON, NeutriCON, OpticalCON, FIBERFOX, MINEA, wtyki Jack, oraz inne, jak również akcesoria do złączy i kabli, a także specjalne złącza do zastosowań przemysłowych oraz sprzętu medycznego.
Przedsiębiorstwo produkuje złącza każdego typu, które mogą być zastosowane w różnego typu aplikacjach. Produkty tej marki charakteryzuje wyjątkowa wytrzymałość i niezawodność.
Neutrik posiada filie pod nazwą Neutrik Group w USA, Wielkiej Brytanii, Szwajcarii, Francji, Japonii, Chinach oraz w Niemczech. Ma także ponad 80. dystrybutorów w różnych krajach.